# Оцілла (Джорджія)
Оцілла (англ. Ocilla) — місто (англ. city) в США, в окрузі Ірвін штату Джорджія. Населення — 3498 осіб (2020).

## Географія
Оцілла розташована за координатами 31°35′55″ пн. ш. 83°14′59″ зх. д. / 31.59861° пн. ш. 83.24972° зх. д. (31.598633, -83.249809).  За даними Бюро перепису населення США в 2010 році місто мало площу 6,61 км², з яких 6,59 км² — суходіл та 0,02 км² — водойми.

## Демографія
Згідно з переписом 2010 року, у місті мешкало 3414 осіб у 1069 домогосподарствах у складі 734 родин. Густота населення становила 516 осіб/км².  Було 1236 помешкань (187/км²).
Расовий склад населення:
| - 57,7 % — чорних або афроамериканців - 39,5 % — білих - 0,8 % — азіатів - 0,1 % — корінних американців |

До двох чи більше рас належало 1,1 %. Частка іспаномовних становила 1,9 % від усіх жителів.
За віковим діапазоном населення розподілялося таким чином: 24,4 % — особи молодші 18 років, 61,1 % — особи у віці 18—64 років, 14,5 % — особи у віці 65 років та старші. Медіана віку мешканця становила 34,3 року. На 100 осіб жіночої статі у місті припадало 107,0 чоловіків;  на 100 жінок у віці від 18 років та старших — 106,6 чоловіків також старших 18 років.
Середній дохід на одне домашнє господарство  становив 34 953 долари США (медіана — 23 077), а середній дохід на одну сім'ю — 44 222 долари (медіана — 35 766). За межею бідності перебувало 39,5 % осіб, у тому числі 48,5 % дітей у віці до 18 років та 29,6 % осіб у віці 65 років та старших.
Цивільне працевлаштоване населення становило 913 особи. Основні галузі зайнятості: освіта, охорона здоров'я та соціальна допомога — 26,5 %, виробництво — 19,8 %, науковці, спеціалісти, менеджери — 10,6 %, транспорт — 8,3 %.